# Дове, Жиль
Жиль Дове́ (фр. Gilles Dauvé, псевдоним Жан Барро́ фр. Jean Barrot, 1947) — французский мыслитель, разрабатывающий теории левого коммунизма и коммунизации. Участник Майских событий во Франции 1968 года.
В сотрудничестве с Франсуа Мартеном и Карлом Несичем Дове пытался критиковать и развивать идеологию различных левокоммунистических движений — бордигизма, немецко-голландского коммунизма рабочих советов, группы «Социализм или варварство» и ситуационистов, эксперименты автономистов. Дове настаивал на том, что анализ этих забытых теоретических течений может помочь понять закат «старых левых» и возвышение «новых левых» в 1960-х. Новую коммунистическую программу, предложенную в «Le Mouvement Communiste», Дове пытался развивать в журнале «La Banquise», который он редактировал вместе с единомышленниками в 1983—1986 годах.